# Erich Gallwitz
Erich Gallwitz (* 5. Juli 1912 in Reutte; † 1. Oktober 1981 in Salzburg) war ein österreichischer Skilangläufer.
Gallwitz, der für den WSV Reutte startete, belegte bei den Olympischen Winterspielen 1936 in Garmisch-Partenkirchen den 41. Platz über 18 km und zusammen mit Fred Rößner, Harald Bosio und Hans Baumann den achten Rang in der Staffel.